# Franz Pensel
Franz Pensel (* 27. Dezember 1912 in Kulmbach; † 1. Juli 1985 ebenda) war ein deutscher Politiker (FDP). Er war von 1970 bis 1974 Mitglied des Bayerischen Landtags.

## Leben
Pensel studierte Elektrotechnik an der Höheren Technischen Staatslehranstalt Nürnberg. Er war fünf Jahre als Forschungsingenieur für Hochfrequenz bei der Siemens AG in Berlin tätig und arbeitete weitere drei Jahre als Treuhandrevisor im Ingenieurbüro der Berliner Wirtschaftsprüfungsgesellschaft Koch und Kienzle. Während des Zweiten Weltkrieges wurde er anderthalb Jahre als Soldat bei den Führungs-Nachrichten eingesetzt. 1949 wurde er mit dem Thema Die Doppelsanierung der französischen Währung zwischen den Weltkriegen 1919–1938. Ihre Notwendigkeit, Planung, Technik und Durchführung. zum Dr.-Ing. promoviert.
Pensel hatte eine weitere Ausbildung zum Diplomkaufmann erhalten und war 25 Jahre lang Geschäftsführer einer Familiengesellschaft in Kulmbach. Neben seiner beruflichen und politischen Tätigkeit war er ehrenamtlicher Richter am Finanzgericht Nürnberg.
Pensel war Vorsitzender des FDP-Bezirksverbandes Oberfranken, Mitglied des Landesvorstandes der FDP Bayern und Mitglied des Bundeshauptausschusses der Liberalen. Zwölf Jahre gehörte er dem Kulmbacher Stadtrat an. Bei den Bundestagswahlen 1957, 1965 und 1969 trat er jeweils als Kandidat an, verfehlte aber den Einzug in den Deutschen Bundestag. Bei der Landtagswahl im November 1970 wurde er als Abgeordneter in den Bayerischen Landtag gewählt, dem er bis 1974 angehörte. Im Parlament vertrat er den Wahlkreis Oberfranken. Er war Mitglied des Landtagsausschusses für Fragen des öffentlichen Dienstes.
Im Dezember 1975 forderte er in einem Vortrag bei der IHK Oberfranken den Bau eines Hochtemperaturreaktors in der Nähe von Neudrossenfeld. Mit seinem Vorschlag stieß er auf den Widerstand einer Bürgerinitiative.
Pensel war passionierter Tennis- und Golfspieler. Er war 1958 Europameister im Seniorentennis und Gründungsmitglied des Golfclubs Oberfranken e.V. Thurnau.